# Disturbios en la avenida Hrushevskoho en Kiev de 2014
Los disturbios de 2014 en la Avenida Hrushévskoho fueron una serie de manifestaciones y disturbios en el centro de Kiev, que comenzó el 19 de enero de 2014 en la Avenida Hrushévskoho, fuera del estadio Dynamo y al lado de las protestas en curso de Euromaidán. Los disturbios fueron una respuesta a las leyes anti-protesta que fueron anunciadas el 16 de enero y promulgada el 21 de enero. Durante un mitin Euromaidán acumuló hasta 200.000 manifestantes, los participantes marcharon por la Rada Suprema y se encontraron con barricadas de policías. Tras un tenso enfrentamiento, la violencia estalló cuando la policía se enfrentó con los manifestantes.

## Referencias

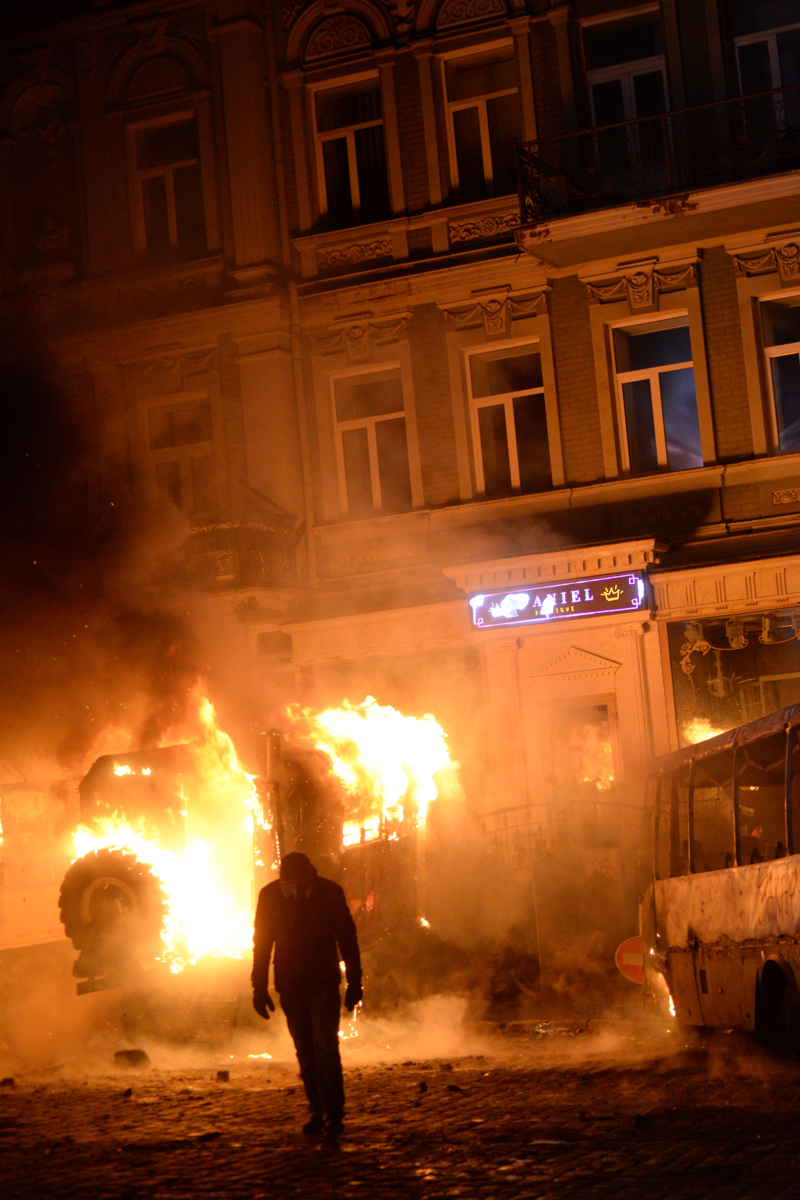
Un activista antigubernamental camina cerca de la quema de vehículos de la policía.